# Pozorovatelka
Pozorovatelka je kniha od autorů Petry Braunové a Leny Payerové. Vyšla v roce 2007 v nakladatelství Albatros.

## Děj
Šestnáctiletá Natálie prodělala mozkovou obrnu, proto je upoutaná na invalidní vozík. Její otec psychickou zátěž, kterou starost a péče o takové dítě představuje, nezvládl a záhy rodinu opustil. Natálie tedy vyrůstá s matkou, starším bratrem, malou sestřičkou a za pomoci asistentky navštěvuje integrovanou školu. I když je nadprůměrně inteligentní, její fyzická stránka a špatná výslovnost však budí v lidech dojem, že je mentálně postižená. Přesto studuje, píše na počítači a pohotově komunikuje se svým okolím. Statečná dívka se umí s životem prát, a díky osobitému humoru zvládá situace pro mnohého člověka nepřekonatelné.